# Jaroslava Klenková-Němcová
Jaroslava Klenková-Němcová (20. srpna 1890 Mělník – 10. února 1984 Hradec Králové) byla česká malířka.

## Životopis
Rodiči Jaroslavy byli JUDr. Josef Němec (1859–1942), advokátní koncipient a Jaroslava Němcová-Drozenová (1870–1949) z Karlína. Provdala se 13. 5. 1916 za JUDr. Ludvíka Klenku, rytíře z Vlastimilu (1884–1958). Měli spolu děti Antonii (1915–1945), Ludvíka (1917–1974), Václava (1918–1952), Alenu Finkovou (1920–2004) a Evu (1922–1955).
Jaroslava studovala malbu v Praze soukromě a u prof. Emilie Krostové na Uměleckoprůmyslové škole. Pokračovala studiem u profesora Simona v Paříži. Pracovala v pařížské Académie de la Grande Chaumière. Věnovala se zejména krajinářské tvorbě.
Byla členkou Kruhu výtvarných umělkyň (KVU). V Praze VII bydlela v Jirečkovově ulici 18.

## Dílo

### Výstavy
1. Sdružení výtvarných umělců a přátel československého umění Myslbek: Vlasta Dohnalová-Pešanová, Pavla Fořtová, Jarka Klenková, Anna Macková, Helena Šrámková – Věra Urbanová; výstaviště Myslbek Praha 4. 9. 1936–30. 9. 1936
2. Národ svým výtvarným umělcům: ve výstavních místnostech 1. Obecního domu 2. Sdružení výtvarných umělců 3. Jednoty umělců výtvarných 4. Spolku výtvarných umělců 5. Sdružení českých umělců – pořádá ve dnech od 12. listopadu do 15. prosince 1939 Kulturní rada, ústředí pro kulturní a školskou práci Národního souručenství při Národní radě české, za spolupráce uměleckých spolků

### Obrazy
- Slovenské hory III – Nízké Tatry, olej na plátně
- Bouře ve žních: olej na plátně
- Město nad řekou
- Smutná krajina
- Procesí v horách
- Jarní déšť
- Předjaří v Kamberku, olej na plátně

### Jiné
- Pressa : J. Klenková[4]
- Instalace české expozice na mezinárodní tiskové výstavě Pressa v Kolíně nad Rýnem, která trvala od 12. května do 1. října 1928[5]